# Luis M. Díaz
Luis Manuel Díaz Beltrán (* 28. Juli 1972) ist ein kubanischer Herpetologe.

## Leben
Díaz studierte von 1990 bis 1995 an der Universidad de Ciencias Pedagógicas "Enrique José Varona". Seit 1998 ist er Kurator für Herpetologie am Museo Nacional de Historia Natural de Cuba. 2009 promovierte er an der Universität von Havanna.
Er war Gastforscher am Royal Ontario Museum in Toronto, dem American Museum of Natural History, dem Harvard Museum of Comparative Zoology, der Pennsylvania State University, der Cornell University, dem Field Museum of Natural History, dem Museo Nacional de Historia Natural de Santo Domingo und anderen. Diaz nahm an nationalen und weltweiten Konferenzen und Treffen teil, darunter in den Vereinigten Staaten, Italien, Kolumbien, Bolivien und der Dominikanischen Republik. Er wurde zweimal von der Kubanischen Akademie der Wissenschaften für seine Beiträge auf dem Gebiet der Herpetologie ausgezeichnet, und sein Leitfaden über Amphibien wurde von der Universität von Havanna als das beste naturwissenschaftliche Buch des Jahres 2009 gewürdigt. Seine Forschung wurde durch Stipendien des WWF, von Amphibian Ark, der Linnean Society of London, der Julius-Maximilians-Universität Würzburg, der Universität Tōhoku und des Ministerio de Educacion Superior, Ciencia y Tecnologia der Dominikanischen Republik unterstützt. Díaz ist Mitglied von internationalen Expertengruppen wie der Amphibian Specialist Group, der Anolis Specialist Group und der Iguana Specialist Group der IUCN. Er ist auch Mitglied der Society for the Study of Amphibians and Reptiles (SSAR) und der kubanischen Gesellschaft für Zoologie. Ferner hat er an der Biologischen Fakultät der Universität Havanna mehrere Einführungskurse in Herpetologie unterrichtet.
Díaz war Autor oder Co-Autor von mehr als 60 Arbeiten über die Systematik, Naturgeschichte und Erhaltung der kubanischen Amphibien und Reptilien, darunter Erstbeschreiber von neuen Arten wie Anolis agueroi, Anolis garridoi, Aristelliger reyesi, Tarentola crombiei, Tropidophis celiae, Tropidophis morenoi und Tropidophis steinleini. 2008 veröffentlichte er das Buch Guia Taxonomica de los Anfibios de Cuba, den ersten umfassenden Leitfaden zur Identifizierung kubanischer Amphibien. Díaz ist auch ein begeisterter Vogelbeobachter und hat mehr als 20 Ökotourismus-Gruppen von Vogel-, Reptilien- und Ampbibienbeobachtern in Kuba geleitet.